# Cover Drive
Cover Drive er et pop- og R&B-band fra Barbados bestående af forsangeren Amanda, trommeren T-Ray og guitaristerne Jamar og Barry (også kendt som The Bar-Man). De startede med at lave covers på youtube, kendt som Fedora Sessions og opnåede hurtig popularitet med det og deres andre shows (fx CoverDrive Experiments). De fik deres hitsingle "Twilight" ud som er meget kendt i USA. 
Deres debutalbum Bajan Style udsendes 7. maj 2012 som inkluderer deres to hitsingles Twilight og Sparks;
Sparks udkom på som single den 29. april 2012.

## Eksterne kilder og henvisninger
- Gruppens websted
- CoverDriveVEVO  på Youtube